# Contenedor web
En la plataforma Java 2 Enterprise Edition, un contenedor web es la implementación que hace cumplimiento del contrato de componentes web de la arquitectura J2EE. Este contrato es entorno de ejecución para componentes web que incluye seguridad, concurrencia, gestión del ciclo de vida, procesamiento de transacciones, despliegue y otros servicios. Un contenedor web suministra los mismos servicios que el contenedor de JSP así como también una vista federada de las API de la plataforma J2EE. Un contenedor web se suministra incluido en un servidor web o J2EE.
Ejemplos de contenedores web son: 
- Sun Java System Application Server
- Sun Java System Web Server
- Tomcat para Java Web Services Development Pack
- Oracle Glassfish Server